# Futuro antico III
Futuro antico III - Mantova: La musica alla corte dei Gonzaga è un album di Angelo Branduardi.
L'album di 31 tracce è diviso in sei suite ognuna delle quali racchiude alcuni brani a tematica simile.

## Tracce

### La ninfa amorosa
1. Il ballerino
2. Moresca
3. Balletto
4. Il curioso
5. Ritornello

### Amore e attesa
1. Tu dormi, io veglio
2. Sinfonia
3. Su su leva, alza le ciglia
4. Corrente
5. Non è tempo d'aspettare
6. Ritornello

### Rugiada… Lacrime d'amore
1. Ritornello
2. La rousée do joli moi de mai
3. Corrente La favorita Gonzaga
4. Ritornello
5. Go crystal tears

### Amore e tormento
1. Vita mia perché mi fuggi
2. Ritornello
3. Quest'amore, quest'arsura
4. Ritornello
5. Sì dolce è il tormento

### Amore e morte
1. Donna lombarda versione mantovana
2. L'avvelenato
3. Sinfonia

### Amore e gioia
1. Come again
2. Balletto
3. Mantovanella
4. Novello cupido
5. Ritornello
6. Or che tutto gioioso
7. Est-ce mars

## Formazione

### Solista
- Angelo Branduardi - voce

### EnsembleScintille di Musica
- Francesca Torelli - direzione, liuto, tiorba
- Maria Luisa Baldassari - spinetta
- Mauro Morini - trombone
- Rossella Pozzer - flauti diritti e travers
- Luigi Lupo - traversa e flauti diritti
- Cristiano Contadin - viola da gamba
- Luca Tarantino - chitarra barocca
- Angela Nardo - violino barocco
- Paolo Simonazzi - ghironda, percussioni